# Dilacreon chionoma
Dilacreon chionoma är en insektsart som beskrevs av Ronald Gordon Fennah 1980. Dilacreon chionoma ingår i släktet Dilacreon och familjen kilstritar. Inga underarter finns listade i Catalogue of Life.